# Leslie Green
Leslie William Green (6. února 1875 v Maida Vale, Londýn – 31. srpna 1908 v Mundesley, hrabství Norfolk) byl anglický architekt. Je známý především svým designem ikonických stanic londýnského metra postavených během první dekády 20. století v širším centru Londýna. K charakteristickým prvkům těchto stanic patří fasády s obložením z krvavě rudé kameniny včetně sloupů, půlkruhová okna v prvním patře a interiéry s dlaždicovými vzory.

## Počátky životní dráhy
Leslie Green se narodil v londýnské lokalitě Maida Vale v roce 1875 jako druhé ze čtyř dětí architekta a korunního inspektora Arthura Greena a jeho manželky Emily. Období studia strávil na školách Dover College a South Kensington School of Art, a dále v Paříži. Mezi obdobími studia pracoval jako asistent v architektonické praxi svého otce.
Oženil se s Mildred Ethel Wildy (1879–1960) v Claphamu v dubnu 1902. V roce 1904 se páru narodila dcera Vera (1904-1995).

## Profesionální kariéra
Leslie Green si založil vlastní praxi architekta v roce 1897, ale zpočátku využíval otcovo studio, než se přestěhoval v roce 1900 na ulici Haymarket, a poté v roce 1903 do budovy Adelphi House na ulici Adam Street, nedaleko prestižní ulice Strand. V roce 1898 se stal přidruženým členem profesního sdružení Royal Institute of British Architects (RIBA) a v roce 1899 jeho řádným členem. Jeho rané projekty zahrnovaly návrhy v bytech a obchodech v různých částech hlavního města.
V roce 1903 byl jmenován architektem železniční společnosti Underground Electric Railways Company of London (UERL), aby navrhl design stanic pro tři podzemní železniční tratě tehdy ve výstavbě, a sice Great Northern, Piccadilly and Brompton Railway (GNP&BR), Baker Street and Waterloo Railway (BS&WR ) a Charing Cross, Euston and Hampstead Railway (CCE&HR). Tyto autonomní podzemní železnice se staly součástí dnešních linek Piccadilly line, Bakerloo line a Northern line. Leslie Green byl pověřen navrhnout 50 nových stanic, včetně jejich vnějšího vzhledu, vnitřního vybavení a výzdoby.
Leslie Green vyvinul jednotný vzhled pro povrchové budovy stanic ve stylu Arts and Crafts, přizpůsobený individuálnímu umístění stanice. Povrchové budovy stanic nechal postavit jako dvoupodlažní s konstrukčním ocelovým rámem, v tehdejší době nová forma staveb krátce před tím importovaná ze Spojených států, poskytující velké vnitřní prostory potřebné pro odbavovací prostory a výtahové šachty (první eskalátory byly představeny v roce 1911). Venkovní boky budov byly pokryty nenosným obložením z krvavě rudé kameniny (sang de boeuf), kterou dodávala společnost Leeds Fireclay Company. Přízemí bylo rozděleno do širokých prostor sloupy, které umožňovaly oddělené vchody a východy pro cestující a zároveň poskytovaly prostor pro maloobchodní prodejny. Design také zahrnoval velká půlkruhová okna na úrovni prvního patra (občas s kruhovými vertikálními okuly) a těžké římsy se zubořezy nad nimi. Široký pruh mezi dvěma podlažími oznamoval velkými písmeny název stanice. Staniční budovy byly postaveny s plochými střechami s úmyslem podpořit výstavbu komerčních kanceláří nad stanicemi, což byla další výhoda nosného konstrukčního ocelového rámu.

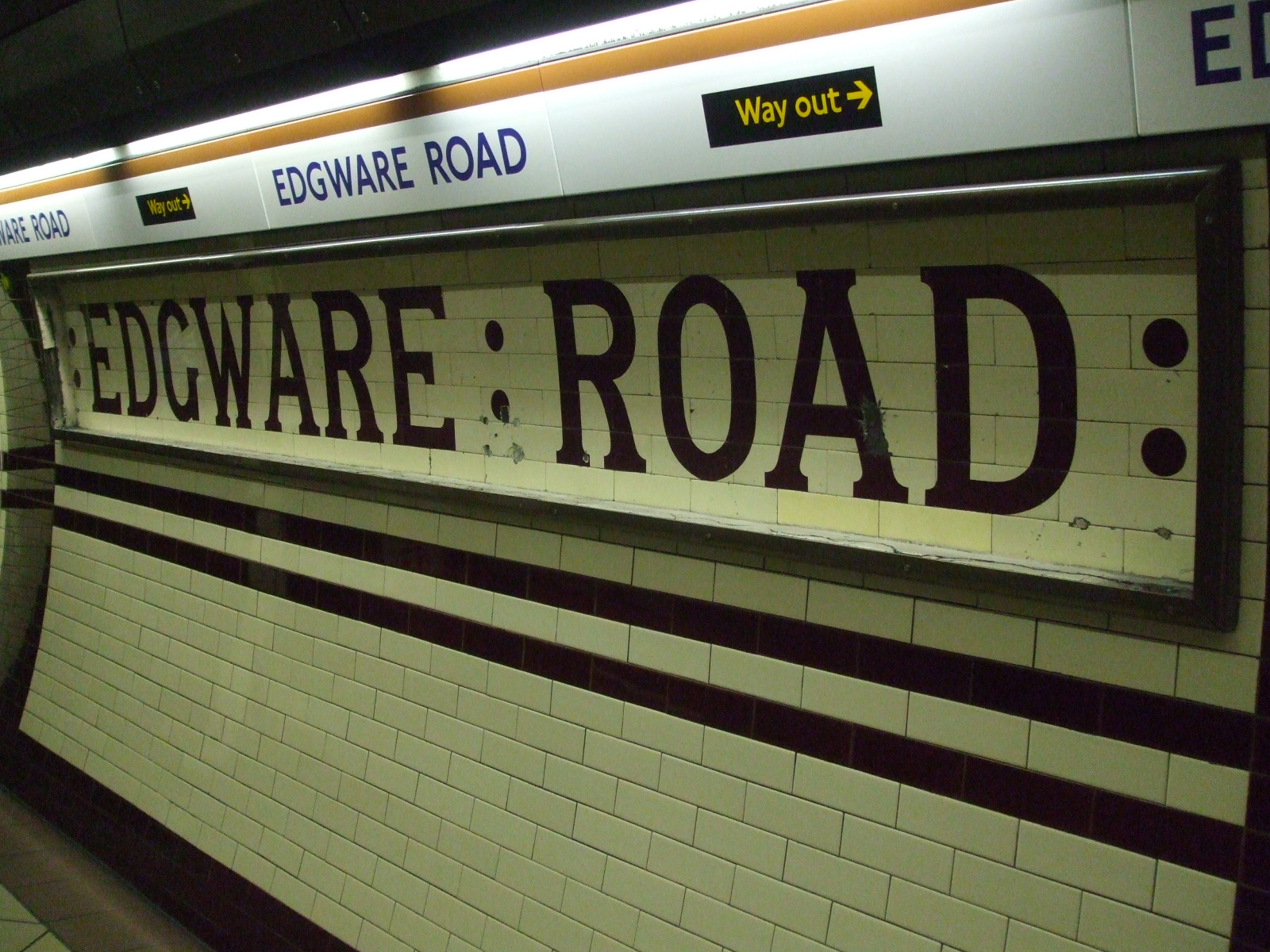
Příklad typických obkladů navržených Lesliem Greenem

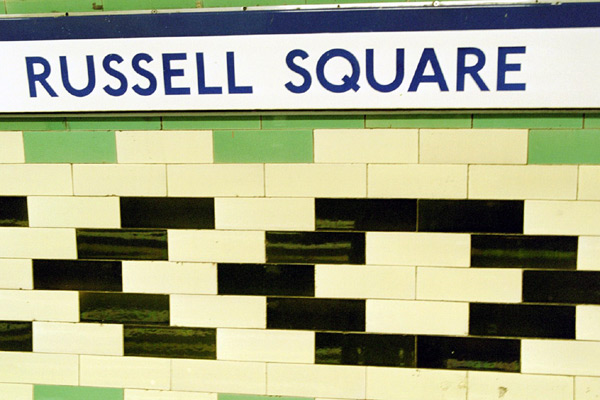
Jeden příklad ze škály nejrůznějších vzorů obkladů na nástupištích, navržených Lesliem Greenem

Interiér byl obložen zeleně a bíle s ozdobnými detaily. Na úrovni nástupišť měly stanice standardizovaný obkladový design zahrnující název stanice, ale s rychle identifikovanými individuálními barevnými schématy a geometrickými vzory dlaždic vytvořenými v opakujících se blocích podél délky nástupiště. Design obkladů také zahrnoval orientační směrové značky. Povrchy obkladů vytvořily sjednocující téma a ukázaly se jako snadné na údržbu.
Železnice měly být zprovozněny v letech 1906 a 1907 a v červnu 1907 bylo Greenovi oznámeno, že smlouva bude ukončena na konci toho roku. V 1907 byl zvolen váženým členem (fellow) sdružení RIBA, jako ocenění jeho práce pro UERL.
Mnoho Greenových staničních budov přežilo do současnosti, ačkoli modifikacemi interiérů prošla většina z jeho návrhů odbavovacích hal, aby tak vyhověly pozdějšímu vývoji a nárokům. Na nástupištích přežívá řada původních obkladových vzorů, anebo byly původní vzory obkladů v posledních letech restaurovány, jako kupříkladu ve stanicích Lambeth North a Marylebone. Některé z dochovaných budov jsou zapsány na seznam budov zvláštního architektonického nebo historického významu, stupeň II.: Aldwych, Belsize Park, Caledonian Road, Chalk Farm, Covent Garden, Gloucester Road, Holloway Road, Oxford Circus, Mornington Crescent, Russell Square a South Kensington. V Greenově práci pokračoval jeho asistent, Stanley Heaps. Jejich design zůstává stále okamžitě rozpoznatelný: vzhled fiktivní stanice metra Walford East z televizního seriálu BBC EastEnders je inspirován Greenovým designem.

## Smrt
Enormní pracovní nasazení, stres při vytváření nových návrhů stanic a dohled nad pracemi na tolika stanicích v tak krátkém časovém období způsobil velkou zátěž na Greenův organismus. Onemocněl tuberkulózou a zemřel v sanatoriu u Mundesley (nyní Southern Hill Hospital) v Norfolku v srpnu 1908, ve věku 33 let. Zanechal po sobě manželku a dceru.

## Stanice navržené Lesliem Greenem

### Linka Bakerloo line
Stanice mezi Edgware Road a Elephant & Castle včetně postavené společností BS&WR s povrchovými budovami od Leslieho Greena nebo jím navržené:
- Edgware Road – samostatná budova na lince Bakerloo line odlišná od stanice linek District line, Circle line a Hammersmith & City line stejného jména.
- Great Central – nyní Marylebone. Původní budova byla zničena během 2. světové války.
- Baker Street – stržena.
- Regent's Park – přístupná podchodem, nikdy neměla povrchovou budovu.
- Oxford Circus
- Piccadilly Circus – přestavěná ve 20. letech 20. století, střena v letech devadesátých.
- Trafalgar Square – nyní Charing Cross, nikdy neměla povrchovou budovu.
- Embankment – nikdy neměla povrchovou budovu.
- Waterloo – přestavěná v 50. letec 50. století.
- Kennington Road – přejmenovaná na Lambeth North v roce 1918.
- Elephant & Castle – v roce 1907 postavena nad ní 3patrová kancelářská budova South London House (poznámka: tato konečná linky Bakerloo line je 100 metrů na severovýchod stanice linky Northern line stejného jména, od svého otevření v roce 1890 třikrát přestavěná, a to ve 20. a 60. letech 20. století a v roce 2003)

### Linka Piccadilly line
Stanice mezi Finsbury Park and Earl's Court (stanice metra v Londýně) včetně postavené společností GNP&BR s povrchovými budovami od Leslieho Greena nebo jím navržené:
- Gillespie Road – nyní Arsenal, přestavěná ve 30. letech 20. století.
- Holloway Road
- Caledonian Road
- York Road – v roce 1932 stanice uzavřena, ale budova zůstala stát.
- King's Cross – stržena
- Russell Square
- Holborn (Kingsway) – doplněk jména (Kingsway) se přestal používat v 60. letech 20. století. Původní staniční fasády do ulic Kingsway and High Holborn byly výjimečně žulové, ale byly zničeny při rekonstrukci ve 30. letech 20. století. Sousední fasády v přízemí a prvním patře budovy, ve které je stanice umístěna, byly postaveny ve stejném stylu z portlandského vápence portlandského vápence.
- Strand – v roce 1915 přejmenovaná na Aldwych. V roce 1994 stanice uzavřena, ale budova zůstala stát a byla restaurována, aby se přiblížila původnímu vzhledu.
- Covent Garden
- Leicester Square
- Piccadilly Circus – ve 20. letech 20. století přestavěna, v 90. letech 20. století stržena.
- Dover Street – přejmenovaná na Green Park a přestavěná ve 30. letech 20. století
- Down Street – v roce 1932 stanice uzavřena, ale budova zůstala stát.
- Hyde Park Corner – povrchová budova se již pro vstup do stanice nepoužívá.
- Knightsbridge – zadní stup na rohu ulic Basil Street a Hoopers Court byl adaptován na vchod do kancelářské budovy.
- Brompton Road – v roce 1934 stanice uzavřena a z velké části stržena, pouze zůstal jeden bok.
- South Kensington – má rovněž hlubinné nástupiště District Railway navržené Lesliem Greenem.
- Gloucester Road
- Earl's Court

### Linka Northern line
Stanice mezi Hampstead and Archway a Strand (nyní Charing Cross) postavené společností CCE&HR s povrchovými budovami od Leslieho Greena nebo jím navržené:
- Highgate – nyní Archway, budova stržena.
- Tufnell Park
- Kentish Town
- Castle Road – nyní South Kentish Town, v roce 1924 stanice uzavřena, ale budova zůstala stát.
- Golders Green
- North End – stanice nebyla nikdy dokončena a neměla žádnou budovu na povrchu.
- Heath Street – nyní Hampstead.
- Belsize Park
- Chalk Farm
- Camden Town
- Mornington Crescent
- Euston – povrchová budova se již nepoužívá pro vstup na stanici.
- Euston Road – nyní Warren Street, přestavěná ve 30. letech 20. století.
- Tottenham Court Road – jiná než současné stanice tohoto jména (Tottenham Court Road), v roce 1908 přejmenovaná na Goodge Street.
- Oxford Street – nyní Tottenham Court Road, nikdy neměla staniční budovu.
- Leicester Square
- Charing Cross – nikdy neměla staniční budovu.

## Galerie

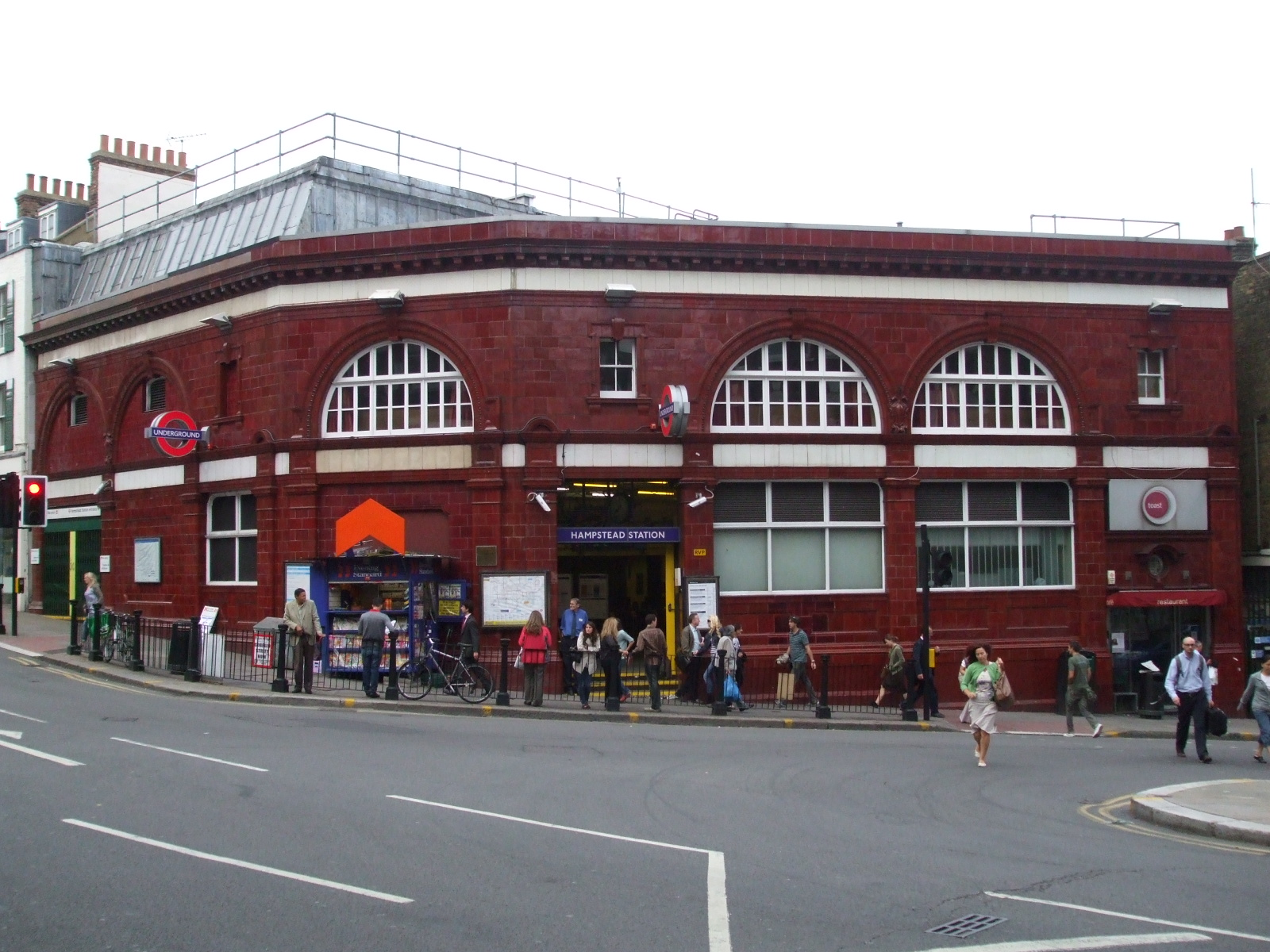
Stanice Hampstead
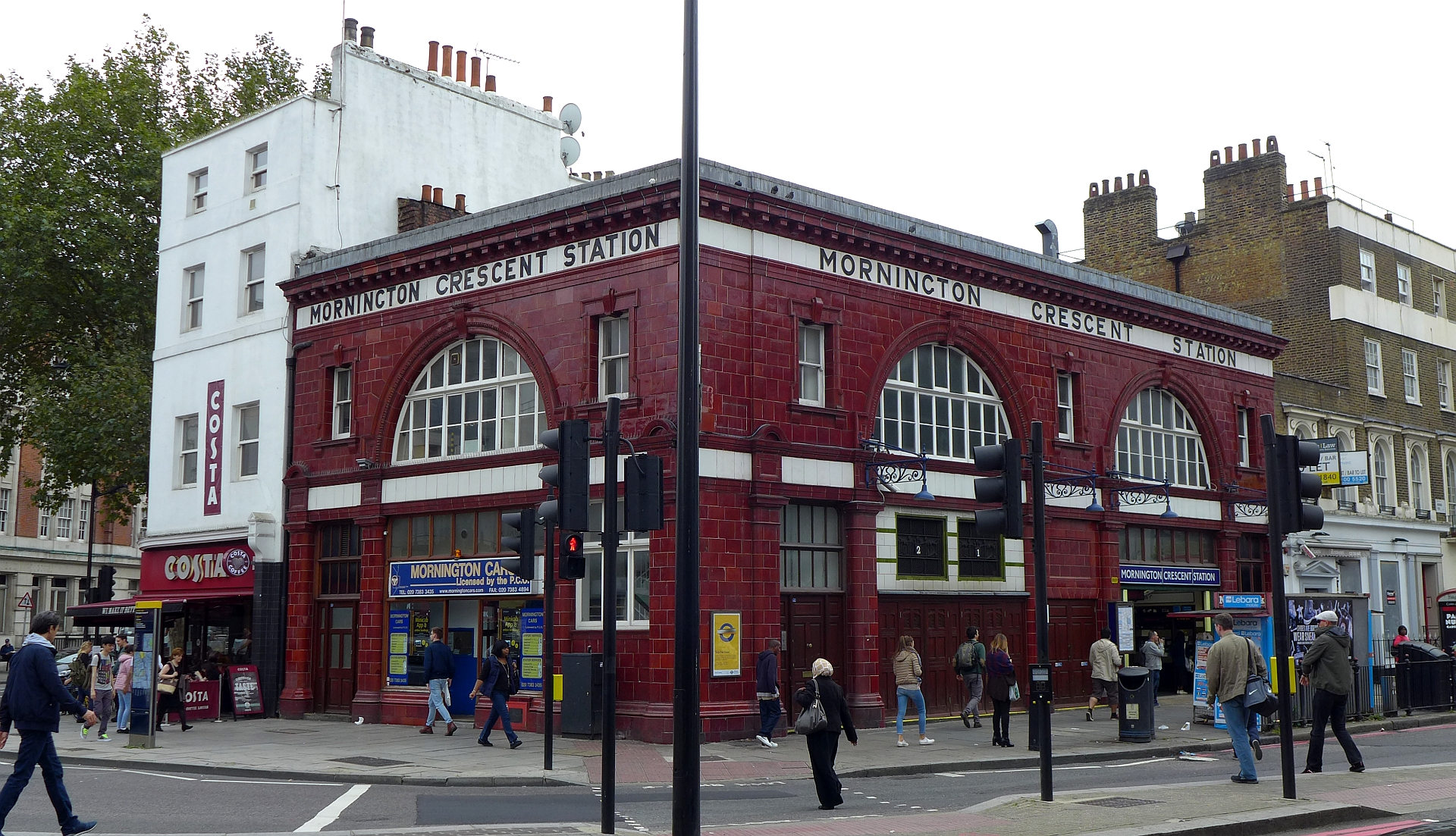
Stanice Mornington Crescent
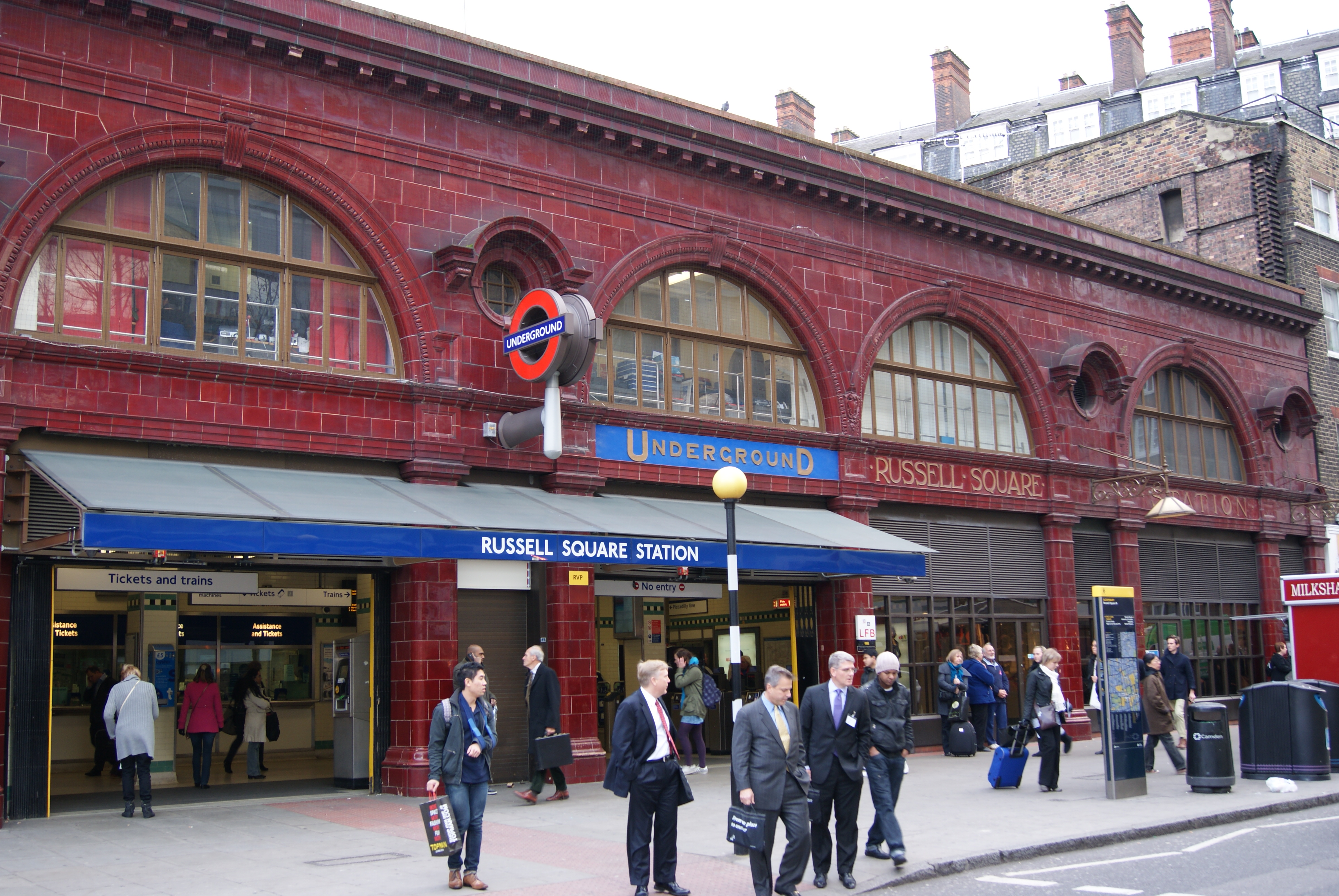
Stanice Russell Square
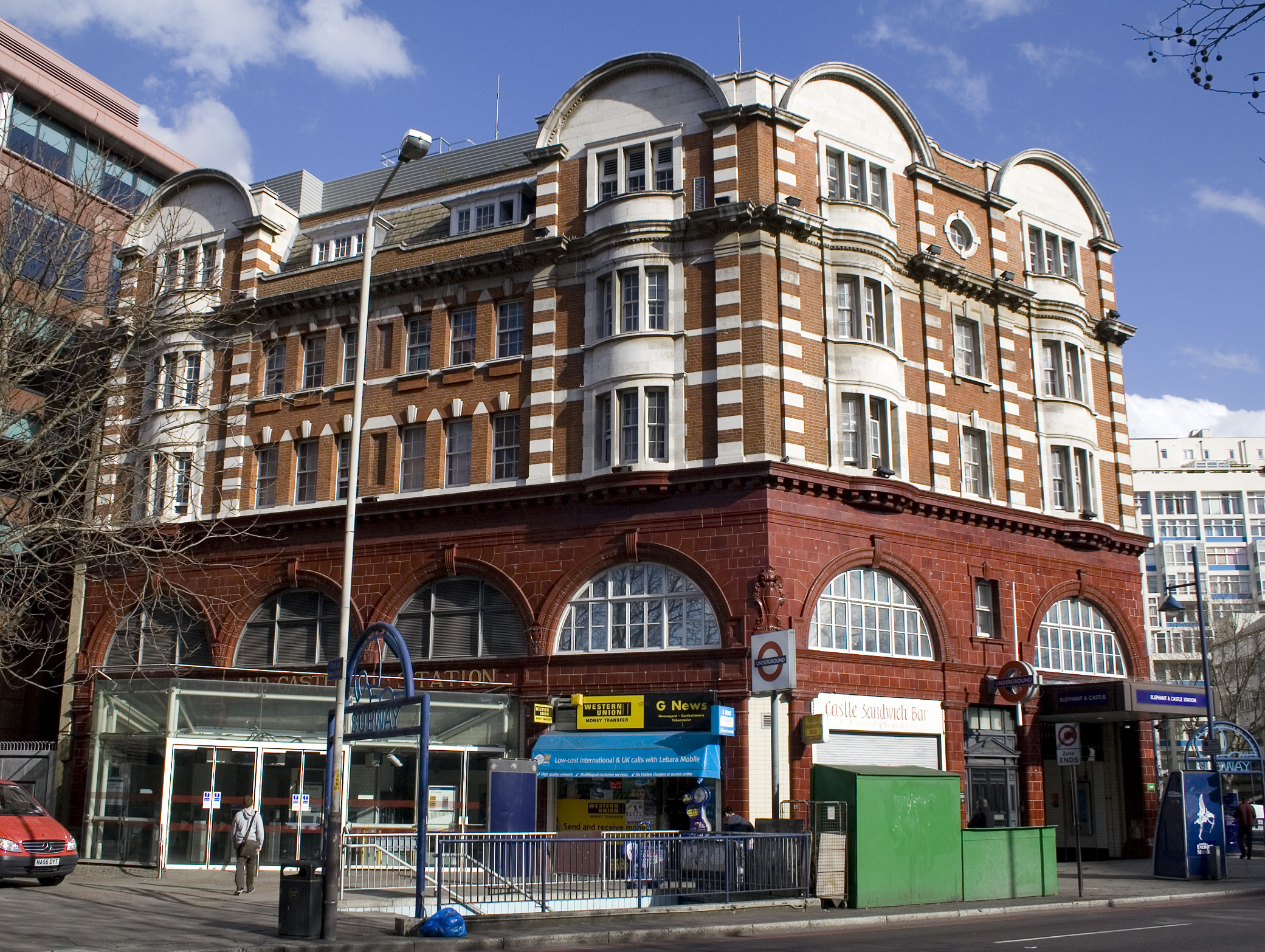
Stanice Elephant & Castle (linka Bakerloo line)
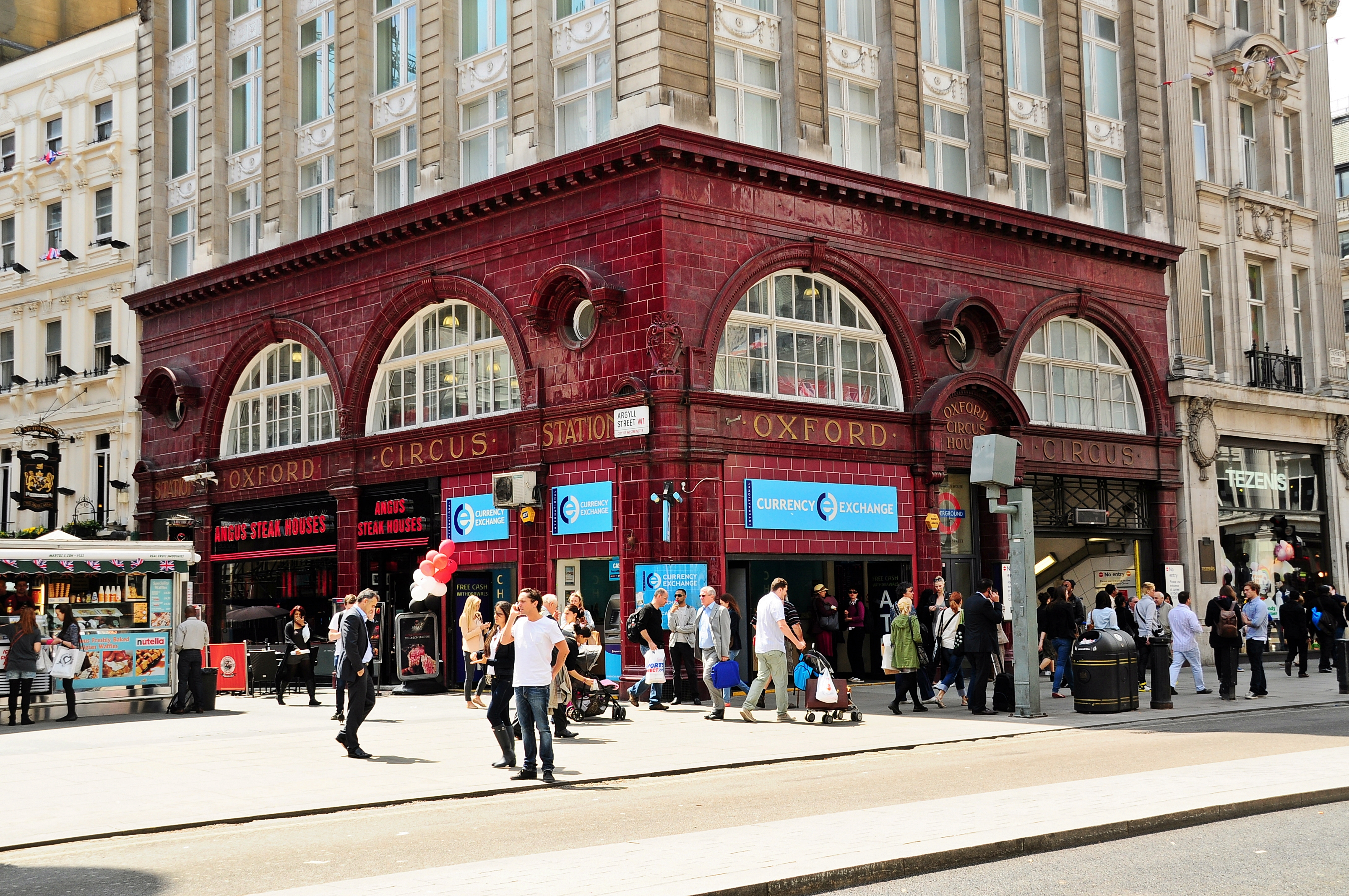
Stanice Oxford Circus (linka Bakerloo line)
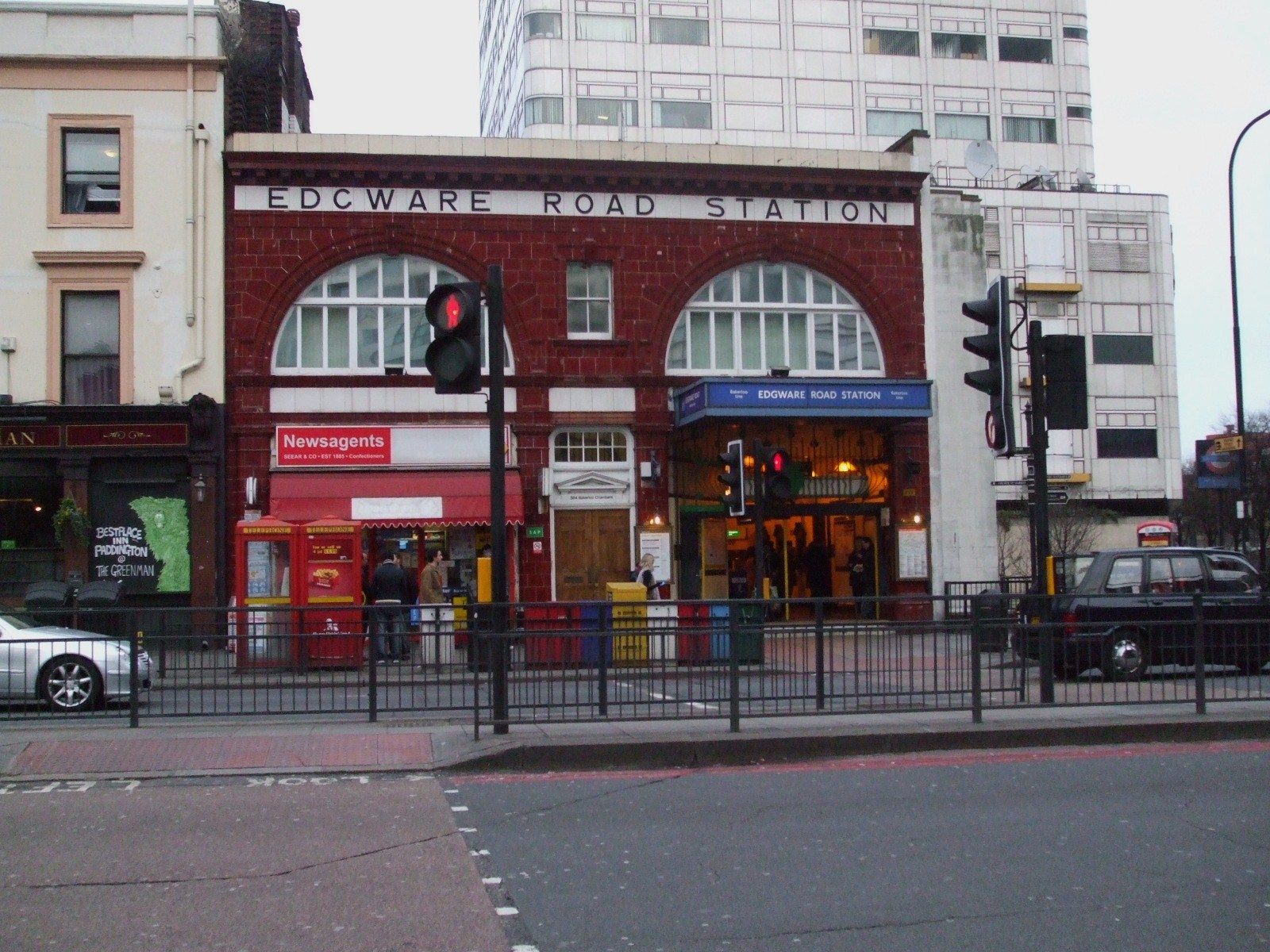
Stanice Edgware Road (linka Bakerloo line)